# Scuola di Graz
Per scuola di Graz si intende un gruppo di studiosi, filosofi e psicologi, che si sono formati a cavallo tra il XIX ed il XX secolo con Brentano o con il suo allievo Alexius Meinong; la "Scuola di Graz" si occupò prevalentemente di psicologia sperimentale e di teoria degli oggetti.
Il principale esponente della scuola fu Alexius Meinong, un allievo di Brentano che si era trasferito da Vienna a Graz nel 1882; divenuto professore della cattedra di filosofia all'Università di Graz, fondò l'Istituto Psicologico dello stesso Ateneo nel 1894.
Tra gli altri allievi di Brentano considerati esponenti della scuola vi furono Christian von Ehrenfels (fondatore della psicologia gestaltistica) che poi insegnò a Graz, Vienna e infine a Praga; Alois Höfler e Anton Oelzelt-Newin.
Allievi di Meinong furono invece Stephan Witasek, professore a Graz, e Vittorio Benussi, professore a Graz e a Padova. Questo gruppo di psicologi è stato spesso indicato nella storiografia filosofica e psicologica anche come "scuola austriaca".
Tra i suoi ulteriori esponenti sono annoverati R. Ameseder, Konrad Zindler, Wilhelm Maria Frankl, Eduard Martinak, Ernst Mally e F. Weber.